# Côtes-de-toul
Le côtes-de-toul est un vin français d'appellation d'origine contrôlée produit au sud de la vallée de la Moselle, dans le vignoble de Lorraine, qui comprend également l'AOC moselle, l'IGP côtes-de-meuse et l'IGP lorraine.
Le côte-de-toul est produit sur les côtes exposées sud - sud-est proches de la ville de Toul, situées à l'ouest de Nancy, en Meurthe-et-Moselle. Classé comme VDQS en 1951, puis AOC depuis 1998, son principal vin est le gris de Toul (qui représente approximativement la moitié de la production de l'appellation), mais l'appellation comprend aussi du vin rouge et du vin blanc.

## Histoire
En colonisant l'Europe du Nord via la vallée de la Moselle, les Romains ont introduit la culture de la vigne sur les côtes de Toul comme dans beaucoup d'autres régions françaises et européennes. Elle a été poursuivie à l'époque carolingienne.

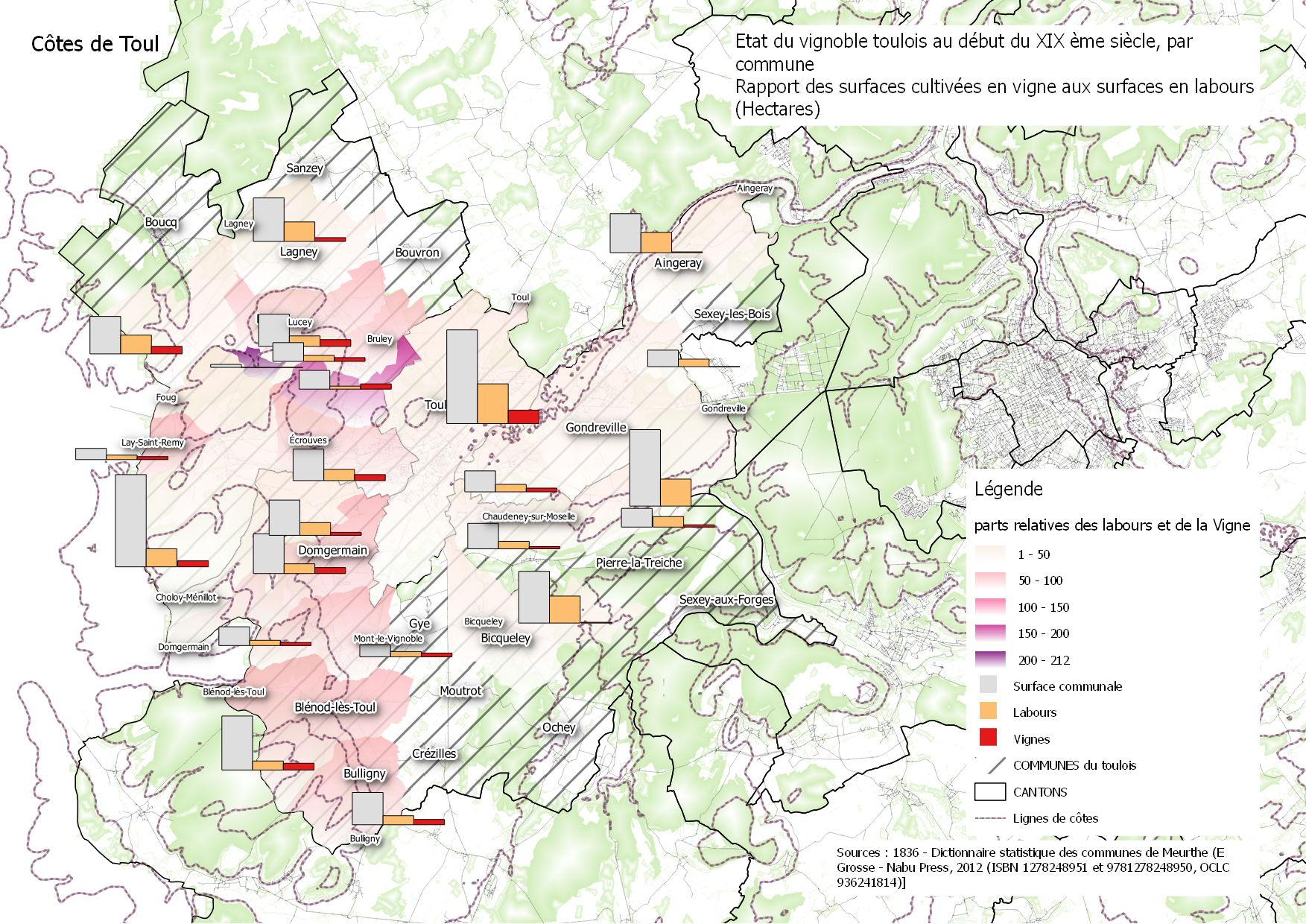
État du vignoble toulois au début du XIXe siècle, par commune.

Sous l'influence combinée des évêques de Toul et des ducs de Lorraine dont le plus connu, Stanislas Leszczyński, le vignoble du Toulois se développe énormément. Il est servi sur toutes les tables d'Europe et participe au rayonnement de la Lorraine qui vient alors de rejoindre le royaume de France. Les évêques se chargent de la production des vins soit dans les villages des Côtes soit directement dans les caves du palais épiscopal de la ville de Toul.
Après la Révolution française, les vignes sont confisquées au clergé et une filière viticole privée se met en place. C'est une période faste pour le vignoble de Toul et les vignobles lorrains en général. On compte alors plus de 50 000 hectares de vignes[réf. nécessaire](les chiffres figurent sur le site Vin-vigne.com). Les vins ordinaires sont servis aux armées en poste le long de la frontière franco-allemande et à la population locale, les vins de qualité supérieure sont champagnisés sur place pour satisfaire les meilleurs clients. Les maisons de champagne Mercier ou Roederer possèdent alors des caves en Lorraine. Avec la crise du phylloxéra, l'arrivée des vins du Sud par le rail et le développement de l'industrie sidérurgique en Lorraine, le déclin du vignoble lorrain s'amorce. En 1951, alors qu'une poignée de vignerons sauve le vignoble des côtes de Toul en accédant au label VDQS, il ne reste plus que 30 hectares[réf. nécessaire].

### Période contemporaine
Depuis 1951, un travail important de replantation a été entrepris. Il a été suivi depuis le milieu des années 1980, d'une réflexion sur la qualité des vins qui a mené, en 1998 à la classification du vignoble en AOC. Depuis, les vignerons font face à un engouement pour ces vins typiques, frais et fruités qui se partagent dès l'apéritif. Actuellement, les deux tiers du vignoble sont cultivés en agriculture biologique.
Le cahier des charges de l'appellation a été modifié en octobre 2009, en septembre 2011, en mai 2021.

## Vignoble
L'aire d'appellation s'étend sur les communes de Blénod-lès-Toul, Bruley, Bulligny, Charmes-la-Côte, Domgermain, Lucey, Mont-le-Vignoble et Pagney-derrière-Barine.
Selon les Douanes, la superficie revendiquée en 2023 sous l'appellation est de 75 hectares au total, dont 37,5 ha pour faire du vin gris, 17 ha pour du rouge et 20,5 ha pour du blanc. En 2011, la surface totale était de 100 ha.

### Géologie

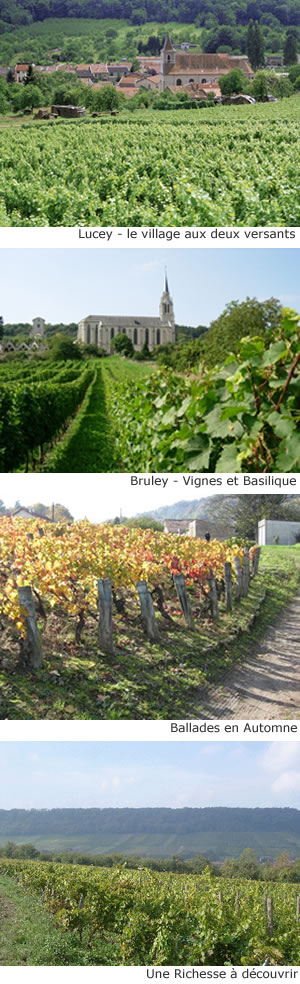
Côtes de Toul.

Le vignoble est implanté le long des côtes de Toul, une cuesta dans le prolongement plus au sud des côtes de Meuse, une côte calcaire du Bassin parisien. Les sols sont argileux avec une présence d’éboulis calcaires, mais aussi de sols bruns silico-argileux.

### Encépagement
Les exigences du cahier des charges en termes de cépages sont :
- pour le vin gris, les cépages principaux sont le pinot noir N[4] (10 % minimum) et le gamay N (85 % maximum) en assemblage et les cépages accessoires sont le pinot meunier N, l'auxerrois B et l'aubin blanc B. Les cépages accessoires ne peuvent pas dépasser 15 % des superficies. Il se sert frais (8 à 10 °C).
- pour le vin rouge, seul le pinot noir N est autorisé. Il se sert à 14 °C.
- pour le vin blanc, auxerrois B et aubin blanc B. Il n'y pas de contrainte d'assemblage. Il se sert frais (8 à 10 °C).

### Rendements
Pour les vins blancs et gris, le rendement est limité à un maximum de 60 hectolitres par hectare et le rendement butoir à 72 hectolitres par hectare. Pour les vins rouges, ces valeurs sont de 45 hl/ha et 54 hl/ha respectivement.
Les données des années récentes sont les suivantes :
- Vins gris :

| Année | Superficie (ha) | Production (hl) | Rendement (hl/ha) |
| ----- | --------------- | --------------- | ----------------- |
| 2019  | 43              | 1 574           | 37                |
| 2020  | 39              | 1 697           | 44                |
| 2021  | 43              | 1 520           | 35                |
| 2022  | 37              | 1 917           | 52                |
| 2023  | 38              | 1 264           | 34                |
| 2024  | 32              | 1 107           | 34                |

- Vins blancs :

| Année | Superficie (ha) | Production (hl) | Rendement (hl/ha) |
| ----- | --------------- | --------------- | ----------------- |
| 2019  | 20              | 574             | 29                |
| 2020  | 19              | 686             | 36                |
| 2021  | 20              | 757             | 39                |
| 2022  | 20              | 1 026           | 50                |
| 2023  | 21              | 725             | 35                |
| 2024  | 22              | 876             | 39                |

- Vins rouges :

| Année | Superficie (ha) | Production (hl) | Rendement (hl/ha) |
| ----- | --------------- | --------------- | ----------------- |
| 2019  | 18              | 632             | 34                |
| 2020  | 18              | 597             | 33                |
| 2021  | 16              | 479             | 29                |
| 2022  | 21              | 889             | 43                |
| 2023  | 17              | 572             | 34                |
| 2024  | 20              | 502             | 24                |

## Vins
La production déclarée en 2023 a été d'un total de 2 560 hectolitres (un hectolitre = 100 litres = 133 bouteilles de 75 cl), dont 1 263 hl de vin gris, 725 hl de vin blanc et 572 hl de vin rouge. En 2011, le volume total était de 4 000 hectolitres.

### Gastronomie
Le vin gris possède une robe orange saumonée, obtenu par égouttage ou pressurage direct de la vendange fraîche, suivi d'une vinification en blanc de cépages à pellicule noire mais à pulpe incolore. Cela permet d’éviter une coloration des jus par un contact prolongé avec les peaux des raisins. Appliqué au gamay, ce procédé est unique au monde.
Les côtes-de-toul gris ont une robe de couleur rosé pâle. Ils sont légers, secs, frais en bouche, avec un nez dominé par les arômes de petits fruits rouges (groseilles, cassis, griotte).
Les côtes-de-toul rouges sont plus tanniques, corsés avec au nez des arômes de fruits rouges.
Les côtes-de-toul blancs ont une robe couleur jaune-vert. Ils sont secs, fruités, souples, avec des notes d’agrumes. Les vins blancs issus de l’auxerrois sont amples, longs en bouche et floraux avec nez aux notes d'agrumes.
Sur le plan gastronomique, le gris de Toul est considéré comme le vin s'associant le mieux aux plats lorrains typiques que constituent la quiche lorraine, la potée lorraine, la tourte, le pâté lorrain ou une salade de pissenlits aux lardons et aux pommes de terre farcies...

## Économie

### Structure des exploitations
Sur environ 90 hectares de vignes, l'appellation compte une vingtaine d'exploitations viticoles. Une douzaine d'entre elles vinifie en cave particulière (45 % de la production ). Les autres confient leurs raisins soit à un propriétaire négociant (41 % de la production), soit à une coopérative (14 % de la production).

### Producteurs
Liste non exhaustive de producteurs commercialisant du côtes-de-toul :
- domaine de l'Ambroisie (à Toul) ;
- L'Arbre Viké (à Domgermain) ;
- Stéphane Cyran (Mont-le-Vignoble) ;
- Francis Demange (à Bruley) ;
- Vincent Gorny (à Bruley) ;
- domaine Laroppe (à Bruley) ;
- domaine Lelivère (à Lucey) ;
- domaine de la Linotte (à Bruley) ;
- Jacques Masson (à Bulligny) ;
- domaine Migot (à Lucey) ;
- domaine Regina (à Bruley) ;
- Jan Tailler (à Domgermain) ;
- cave coopérative Les Vignerons du Toulois (à Mont-le-Vignoble) ;
- Fabrice Vosgien (à Bulligny) ;
- domaine Claude Vosgien (à Blénod-lès-Toul).